# 袁益让
袁益让（1935年—），男，江苏靖江人，中国计算数学家，曾任山东大学教授、博士生导师，中国工业与应用数学学会理事。